# Сімейна змова
«Сімейна змова» (англ. Family Plot) — американський детективний трилер режисера Альфреда Гічкока, який вийшов в 1976 році; остання його робота. Екранізація роману Віктора Кеннінга «Один плюс один дорівнює один». У виробництво фільм потрапив під назвою «Обман». Камео Альфреда Гічкока — силует Гічкока видно через скляні двері, на якій написано «Реєстрація народжень і смертей».

## Сюжет
У фільмі дві паралельні сюжетні лінії. В одній сюжетній лінії Бланш Тайлер, шарлатанка, яка представляється медіумом, і її друг таксист Джордж Ламлі за завданням міс Рейнберд шукають її втраченого племінника. В іншій сюжетній лінії ювелір Артур Едамсон і його подруга Френ викрадають людей з метою викупу. Потім сюжетні лінії перетинаються.

## У ролях
- Карен Блек — Френ
- Брюс Дерн — Джордж Ламлі
- Барбара Гарріс — Бланш Тайлер
- Вільям Дівейн — Артур Едамсон
- Ед Лотер — Джозеф Малоуні
- Кетлін Несбітт — міс Рейнберд
- Кетрін Гелмонд — місіс Малоуні
- Воррен Дж. Кеммерлінг — Грендісон
- Едіт Етуотер — місіс Клей
- Вільям Прінс — єпископ Вуд

## Нагороди і номінації
- 1976 — фільм потрапив в десятку найкращих фільмів за версією Національної ради кінокритиків США.
- 1977 — премія Едгара Аллана По за найкращий художній фільм (Ернест Леман).
- 1977 — номінація на премію «Золотий глобус» за найкращу жіночу роль у комедії або мюзиклі (Барбара Харріс).
- 1977 — номінація на премію Гільдії сценаристів США за найкращу адаптовану комедію (Ернест Леман).